# Martin Johansson (bandyspelare)
Martin Johansson, född 1987, är en svensk bandyspelare. Han representerar Villa Lidköping BK sedan 2008-09. 
Martin Johansson var med och vann Otterbäckens enda SM-guld i bandy efter 7-6 mot Västerås SK där även spelare som Henrik Larsson och Tony Eklind ingick.
Han värvades till Villa Lidköping inför säsongen 2008-09 och tog över Pär Gustavssons plats som libero.
2011-12 gjorde han sin 100:e match med Villa Lidköping och avslutade säsongen med att spela sin första SM-final i bandy när Villa förlorade mot Sandviken med 6-5.
Inför säsongen 2012-13 förlängde han sitt kontrakt med Villa tre säsonger fram till 2016.
Inför säsongen 2013-14 blev han lagkapten i Villa Lidköping efter Jesper Bryngelson. I september gjorde han landslagsdebut mot Finland. Samma säsong blev han också uttagen till sitt första senior-VM efter att Olov Englund tackat nej till Världsmästerskapet i bandy för herrar 2014 i Irkutsk där det blev silver efter förlust i finalen mot Ryssland.

## Klubbkarriär
| 2008–09    | Villa Lidköping    | SEL        | 21  | 3  | 1  | 4  | 30  | -  | - | - | - | -   |
| 2009–10    | Villa Lidköping    | SEL        | 26  | 10 | 5  | 15 | 70  | 8  | 2 | 0 | 2 | 10  |
| 2010–11    | Villa Lidköping    | SEL        | 25  | 1  | 0  | 1  | 50  | 8  | 0 | 1 | 1 | 20  |
| 2011–12    | Villa Lidköping    | SEL        | 26  | 2  | 2  | 4  | 70  | 8  | 1 | 1 | 2 | 30  |
| 2012–13    | Villa Lidköping    | SEL        | 26  | 6  | 0  | 6  | 110 | 8  | 1 | 1 | 2 | 70  |
| 2013–14    | Villa Lidköping(K) | SEL        | 25  | 6  | 2  | 8  | 130 | 6  | 2 | 0 | 2 | 10  |
| 2013–14    | Sverige            | VM         | 1   | 0  | 0  | 0  | 0   | 2  | 1 | 1 | 2 | 0   |
| SEL totalt | SEL totalt         | SEL totalt | 149 | 28 | 10 | 38 | 460 | 38 | 6 | 3 | 9 | 140 |
| VM totalt  | VM totalt          | VM totalt  | 1   | 0  | 0  | 0  | 0   | 1  | 1 | 1 | 2 | 0   |

statistik uppdaterad 2014-03-11